# Stenoria hauseri
Stenoria hauseri is een keversoort uit de familie van oliekevers (Meloidae). De wetenschappelijke naam van de soort is voor het eerst geldig gepubliceerd in 1904 door Escherich.